# Le Château hanté (film, 1897)
Pour l’article homonyme, voir Le Château hanté.
Pour plus de détails, voir Fiche technique et Distribution.
Le Château hanté est un film de Georges Méliès, sorti en 1897. 

## Synopsis
Deux hommes entrent dans une pièce dans un château ; l'un offre une chaise à l'autre, puis sort. L'homme restant tente de s'asseoir, mais la chaise s'éloigne de lui et il tombe par terre. Quand l'homme s'approche de la chaise, elle se transforme d'abord en fantôme, puis en squelette, puis en chevalier blindé avant de disparaître complètement. En se tournant, l'homme se retrouve confronté à Satan. Il tente de s'échapper, mais son chemin est bloqué par un fantôme.